# Nils Collett Vogt

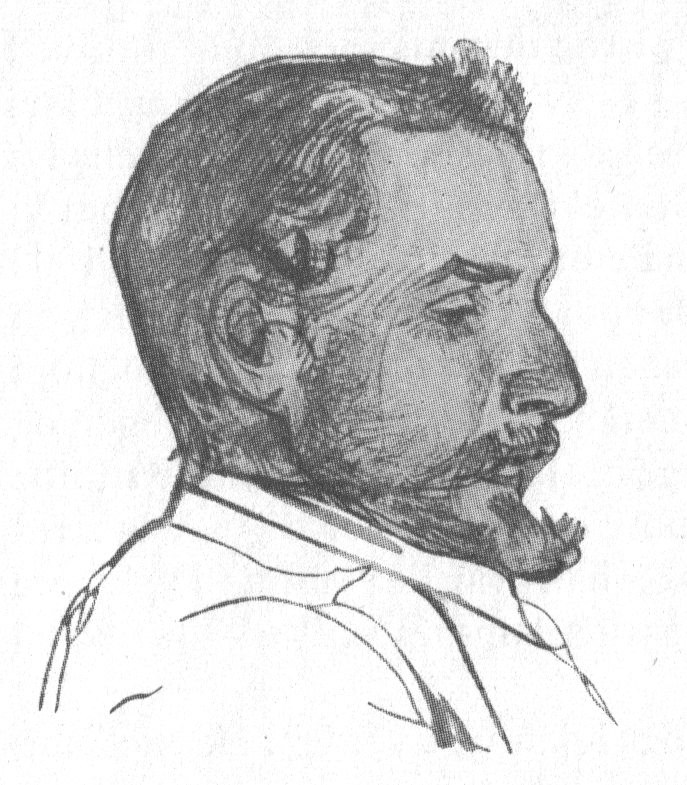
Nils Collett Vogt gezeichnet von Christian Krohg (ca. 1890).

Nils Collett Vogt (* 24. September 1864 in Oslo; † 23. Dezember 1937 ebenda) war ein norwegischer Schriftsteller der Neuromantik.

## Leben
Vogt war der Sohn des Ingenieurs Jens Theodor Paludan Vogt und dessen Frau Johanne Collett. Er rebellierte gegen seine konservative Familie und wurde daraufhin nach Hamar an die Kathedralenschule geschickt. Dort lernte er Tryggve Andersen kennen, mit dem sich eine enge Freundschaft entwickelte. Nach seinem Abitur studierte Vogt von 1884 bis 1887 Jura. Danach arbeitete er als Journalist und unternahm Reisen nach Dänemark und Italien. Er lebte lange auf Sizilien und in Frankreich. 
Vogt gehörte zur Osloer „pjolterintelligentsia“, einem intellektuellen Kreis von freizügigen Künstlern und Schriftstellern mit hohem Alkoholkonsum, der sich um den Kritiker Carl Nærup scharrte, und zu dem auch Gunnar Heiberg, Nils Kjær, Jens Thiis und Sven Elvestad zählten. 
Vogts Werk besteht aus Prosa, Dramen, Arbeiterliedern und vor allem Gedichten. Er kritisiert in seinen Werken das konservative Bürgertum.

## Werke (Auswahl)

### Gedichtbände
- Digte (1887)
- Fra Vaar till Høst (1894)
- Det dyre brød (1900)
- Vers fra Kristiania (1904)
- Hjemkomst (1917)
- Ned fra bjerget (1924)

### Romane
- Harriet Blich (1902, deutsch 1903)
- Fra gutt til mann (1932)
- Oplevelser (1934)

### Dramen
- Moren (1913)
- Therese (1914)